# Juan Antonio de Ribera
Juan Antonio de Ribera né le 27 mai 1779 à Madrid, où il meurt le 15 juin 1860, est un peintre espagnol, élève de David.

## Biographie

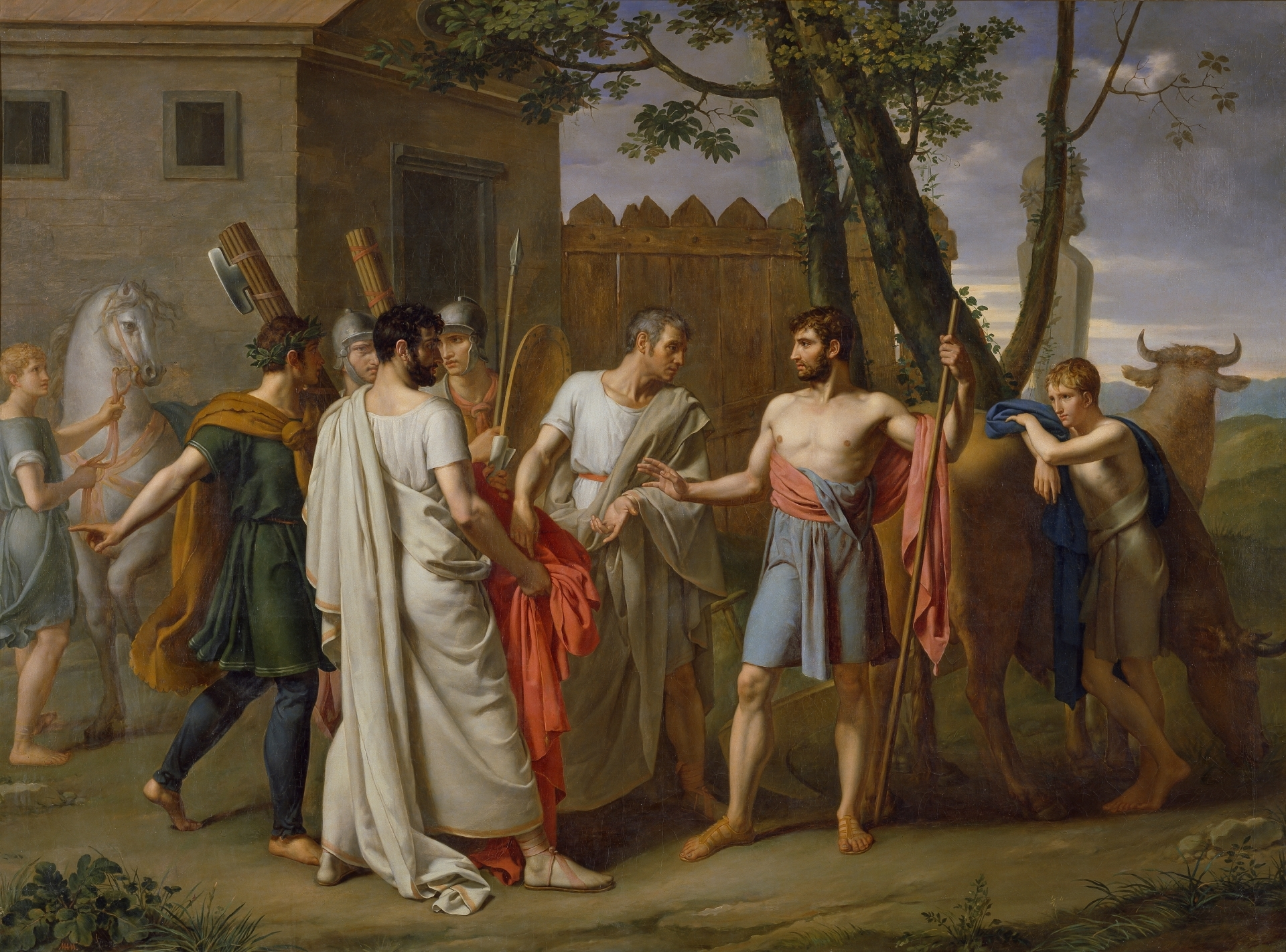
Cincinnatus quittant sa charrue pour dicter les lois de Rome (1806), Madrid, musée du Prado.

Issu d'un milieu modeste du village de Navalcarnero, proche de Madrid, Juan Antonio montra très tôt une vocation de dessinateur, son père pourtant étranger aux milieux artistiques sut encourager ce penchant et le confia au peintre madrilène José Piquer. Juan Antonio de Ribera participe en 1802 aux prix généraux de l'Académie Royale de San Fernando et y obtient le prix de la première classe. Grâce à son frère Manuel, horloger du roi Charles IV, le succès du premier prix se concrétisa par une pension pour aller étudier à Paris dans l'atelier de Jacques-Louis David. Selon les Archives du palais royal de Madrid, le séjour parisien se prolongea six ans. Il épousa Émilia Fievée de Richy. Il reçut des éloges appuyés de David dans l'atelier du maître. Il évoqua le lointain passé de l'Espagne avec son tableau Wamba, ce sujet rare représente les nobles wisigoths, après la mort du roi Receswinthe en 674 apr. J.-C., proposant la couronne à Wamba qui la refuse.
L'invasion de l'Espagne par Napoléon Ier priva Ribera de subsides et il vécut de copies et des quelques commandes, dont des portraits pour la noblesse russe. Ces tableaux plurent tellement que l'artiste refusa une proposition d'aller travailler en Russie, pour suivre son roi Charles IV, en exil à Rome.  De retour dans la péninsule ibérique il fut nommé peintre de la Chambre. En 1825 il peignit un plafond du musée du Prado : Parnasse des grands hommes d'Espagne. 
En 1827, il fut nommé directeur de l'Académie royale de San Fernando.
Son fils Carlos Luis de Ribera y Fieve sera lui aussi un peintre reconnu.

## Œuvres
- Allégorie du Printemps, huile sur toile, 87 × 54 cm.
- Allégorie de l'Automne, huile sur toile, 87 × 54 cm.
- Allégorie de l'Été, huile sur toile, 87 × 54 cm.
- Allégorie de l'Hiver, huile sur toile, 87 × 54 cm.
- Cincinnatus quittant sa charrue pour dicter les lois de Rome, 1806, huile sur toile, 160 × 215 cm.
- Wamba renonce à la couronne, 1819, huile sur toile, 163 × 219 cm.

San Sebastiano, Bilbao